# Caenophanes confusus
Caenophanes confusus är en stekelart som beskrevs av Sergey A. Belokobylskij och Maeto 2006. Caenophanes confusus ingår i släktet Caenophanes och familjen bracksteklar. Inga underarter finns listade.